# Yūta Saitai
Yūta Saitai (japanisch 西袋 裕太 Saitai Yūta; * 6. September 1994 in der Präfektur Saitama) ist ein japanischer Fußballspieler.

## Karriere
Yūta Saitai erlernte das Fußballspielen in der Jugend des J1-League-Erstligisten Urawa Red Diamonds sowie in der Universitätsmannschaft der Universität Kanagawa. 2011 kam er einmal als Jugendspieler die Urawa Reds im Kaiserpokal zum Einsatz. Seinen ersten Vertrag unterschrieb er am 1. Februar 2017 beim unterklassigen Yokohama Takeru FC. Nach einer Spielzeit wechselte er zum Fünftligisten Vonds Ichihara. Mit dem Verein aus Ichihara spielte er 30-mal in der Kanto Soccer League (Div.1). Nach drei Spielzeiten wechselte er zum Ligakonkurrenten Briobecca Urayasu Ichikawa. 2022 gewann er mit dem Verein den Shakaijin Cup. Bei Briobecca stand er bis Ende 2023 unter Vertrag und absolvierte 63 Ligaspiele. Hierbei erzielte er 14 Tore. Im Januar 2024 nahm ihn der Drittligist FC Imabari unter Vertrag. Am Ende der Saison 2024 wurde er mit dem Verein aus Imabari Vizemeister der dritten Liga und stieg somit in die zweite Liga auf.

## Erfolge
Briobecca Urayasu
- Shakaijin Cup: 2022

FC Imabari
- Japanischer Drittligavizemeister: 2024  ▲